# Pescetarianismo
Pescetarianismo, ou piscitarianismo, é um regime alimentar que inclui peixes e frutos do mar, mas exclui a carne de outros animais. Uma dieta pescetariana é uma dieta que inclui hortaliças, frutos, nozes, cereais e leguminosas, ovos e laticínios, mas diferentemente de uma dieta vegetariana, peixes, e algumas vezes frutos do mar.

## Etimologia
O termo é um neologismo (inglês, “pescetarianism”; alemão, “pescetarismus”; espanhol, “pescetarianismo”; francês, “pescetarisme”) provavelmente derivado do termo “pesce” (peixe, em italiano) e a palavra "vegetariano".
"Pesce" por sua vez deriva do latim "piscis", que tem a forma "pisci-" quando serve como prefixo, como em piscicultura e piscívoro. Note-se que um piscívoro, um tipo de carnívoro, come uma dieta primariamente de peixes, enquanto que o neologismo pescetariano refere-se a pessoas que consomem plantas e derivados além de peixes.
O dicionário Merriam-Webster data a origem do termo em 1993 e define como sendo: "uma dieta que inclui peixes mas, mais nenhuma outra carne".

## Motivações

### Considerações com a saúde

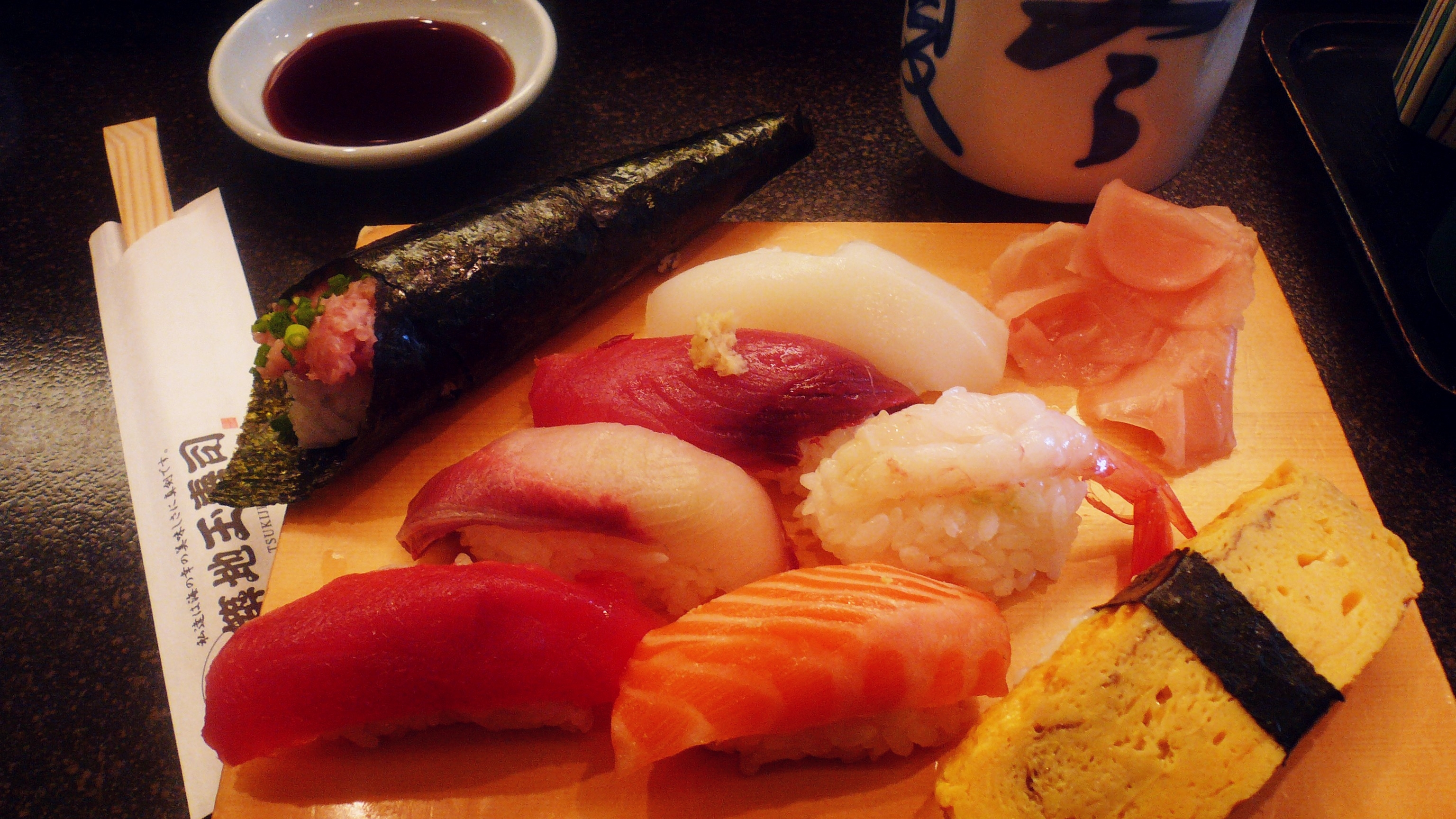
Nigiri-sushi japonês. Muitas culturas oferecem cozinhas amigáveis a pescetarianos

Um dos motivos mais citados para a adoção desta dieta é o desejo de manter uma boa saúde, baseado nos resultados encontrados que carne vermelha é prejudicial à saúde em muitos casos devido a carnes não magras conter altas quantidades de gordura saturada.
Além disso, a carne de certos peixes faz aumentar o nível de lipoproteína de alta densidade (HDL, na sigla em inglês) no organismo, além de se constituir em uma fonte de ácidos graxos ômega 3. Uma metanálise de 1999 de cinco estudos comparando taxas de mortalidade entre vegetarianos e não vegetarianos em países ocidentais encontrou que em comparação com quem come carne regularmente, a mortalidade por isquemia cardíaca era 34% mais baixa em pescetarianos, 34% mais baixa em vegetarianos, 26% mais baixa em veganos e 20% mais baixa em quem come carne ocasionalmente.
Por outro lado existe a preocupação com consumo de grandes quantidades de certas variedades de peixe devido a conterem toxinas como mercúrio e bifenilpoliclorados (PCB), apesar de ser possível selecionar peixes com pouco ou nenhum mercúrio e moderar o consumo de peixes que o contém.

### Comparação com outras dietas
Pescatarianismo é similar a muitas dietas tradicionais enfatizando peixes além de frutas, vegetais e grãos. Em muitas regiões costeiras tendem a se alimentar deste modo e é característica da dieta mediterrânea e as dietas de muitos países na Ásia, norte da Europa e das Caraíbas. Estas outras dietas tradicionais tendem a incluir carne também, mas de maneira periférica.
Pescetarianos são algumas vezes descritos como vegetarianos ou pesco-vegetarianos, e frequentemente pessoas não familiarizadas com vegetarianismo acreditam que a dieta pescetariana é vegetariana. Em comum com os vegetarianos, pescetarianos frequentemente comem ovos e laticínios, além de frutas, vegetais e grãos. A "Vegetarian Society" na Inglaterra, que iniciou naquele país o uso popular do termo vegetariano desde cerca de 1847, não considera pescetarianismo uma dieta vegetariana. As definições de "vegetariano" em dicionários variam.

## Lista de pescetarianos
- Nicole Anderson[13]
- Carolina Ferreira
- Mira Aroyo[14]
- Brigitte Bardot[15]
- Kari Byron[16]
- Tracy Chapman[17]
- Parvesh Cheena[18]
- Common[19]
- Billy Corgan[20]
- Fearne Cotton[21]
- Chuck D[22]
- Ted Danson[23]
- Alan Davies[24][25]
- Sierra Deaton[26]
- Nick Diaz[27][28]
- Wendy van Dijk[29]
- David Duchovny[30]
- Susie Essman[31]
- Johnny Galecki[32]
- Ben Gibbard[33]
- Ariana Grande[34]
- Lee Hyori[35]
- Steve Jobs[36]
- Mark Kermode[37]
- Alex Kinsey[26]
- Kristin Kreuk[38]
- Lousewies van der Laan[39]
- Harvey Levin[40]
- Wendie Malick[41]
- Alyssa Milano[42]
- Dannii Minogue[43]
- Mary Tyler Moore[44]
- Cam Newton[45]
- Conor Oberst[46]
- Amanda Palmer[47]
- CM Punk[48]
- Grigory Rasputin[49]
- A$AP Rocky
- Henry Rollins[50]
- Andy Serkis[51][52]
- Queen Sofía of Spain[53]
- Tom Scharpling[54]
- Hal Sparks[55]
- Howard Stern[56]
- Ben Stiller[57]
- Sonny Strait[58]
- Hayley Westenra[59]
- Felix Kjellberg
- Robert Fripp
- Cátaros
- Harry Styles